# 노사공동 전직지원센터
노사공동 전직지원센터는 2005년 노사정합의에 따라 퇴직(예정) 근로자들의 성공적인 재취업과 창업을 지원하기 위해 설립되었다. 사업내용은 당시 산업자원부와 경총이 2002년부터 운영하던 산업기술인력 아웃플레이스먼트사업을 기반으로 하였으며 설립당시 명칭은 노사공동 재취업지원센터였으며 추후 노사공동 전직지원센터로 변경하였다. 서울 여의도에 첫번째 센터를 개소하였고 전국적으로 15개까지 확대되었다. 처음에는 비영리민간기관으로 설립되었으나 추후에 정부로부터 기타공공기관으로 지정되었으며 일반 국민을 대상으로 전직지원서비스를 제공하는 최초의 공공부문 전문기관이 되었다. 2013년에 서비스대상을 중장년으로 한정하면서 명칭을 중장년일자리희망센터로 변경하였으며 현재 고용노동부산하 노사발전재단에서 센터를 운영하고 있다.

## 주요서비스
- 1:1 심층 컨설팅
- 그룹상담
- 집합교육
- 재취업 및 창업지원